# John Senex
John Senex (Londra, 1678 – Londra, 1740) è stato un cartografo, incisore ed esploratore inglese.

## Biografia

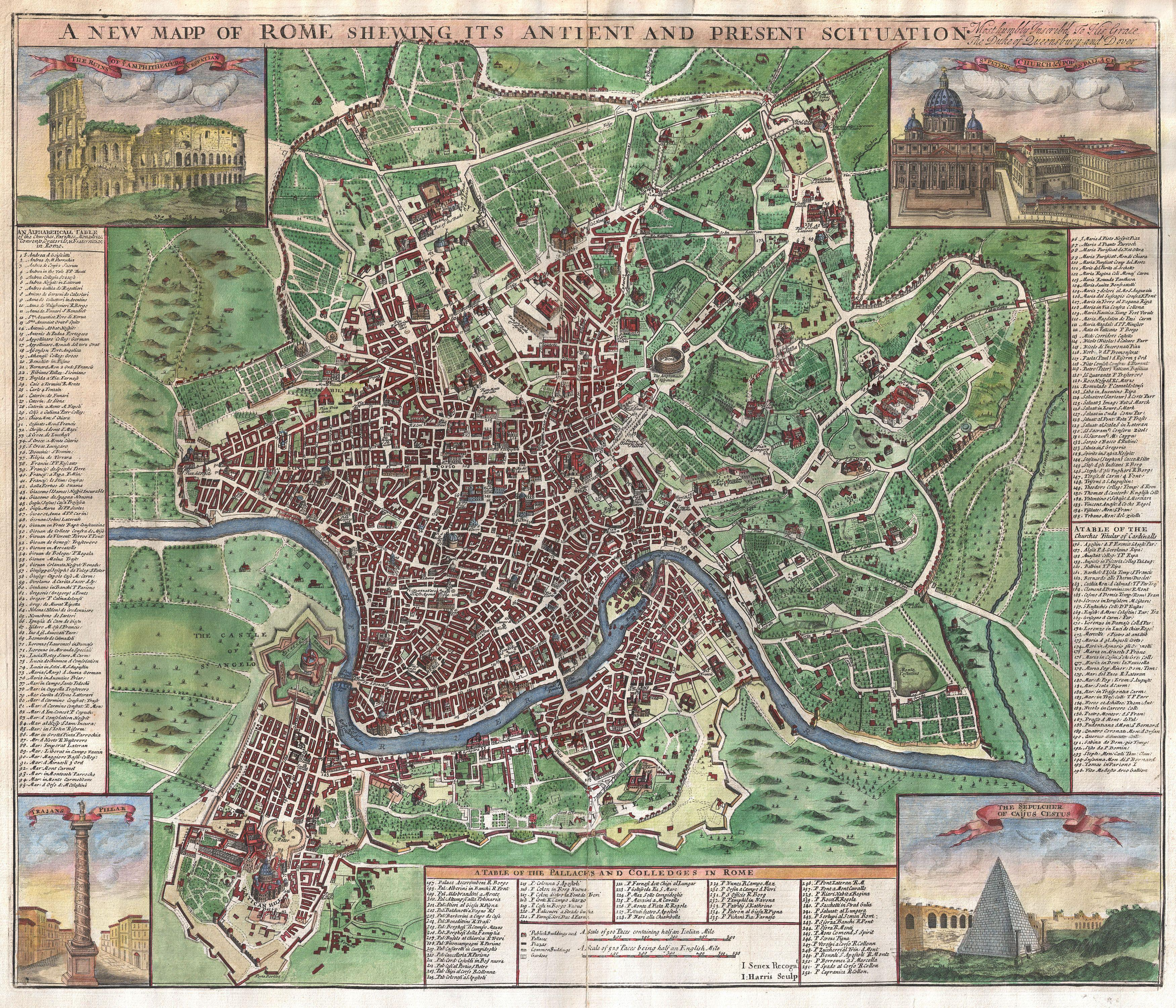
Una mappa di Roma di John Senex (1721)

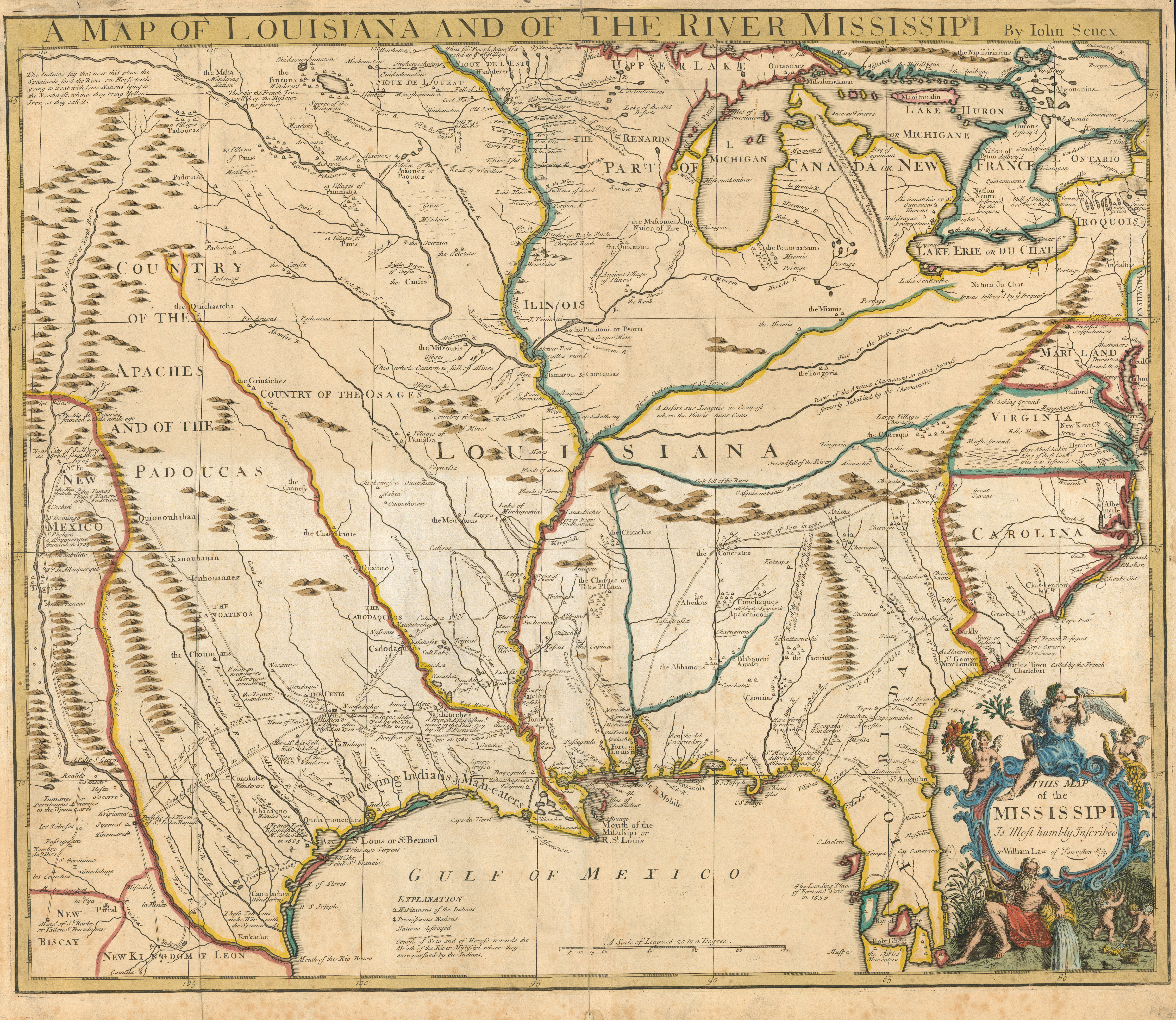
Una mappa di Louisiana francese di Senex (1721)

Fu inoltre un astronomo, geografo per la regina Anna di Gran Bretagna, editore, venditore di mappe antiche e specialmente creatore di mappamondi tascabili. Fu in particolare uno dei principali cartografi del XVIII secolo. Iniziò il suo apprendistato presso Robert Clavell della Stationer's Company nel 1692. Senex è famoso per i suoi mappamondi, alcuni dei quali hanno raggiunto quotazioni elevate, anche grazie alle minuscole incisioni raffigurate su di essi, tanto che principalmente si trovano in collezioni di musei e raramente si riescono a reperire esemplari in vendita. Alcuni esemplari si possono trovare presso il National Maritime Museum. Avendo lavorato e collaborato con Charles Price, Senex creo' una serie di incisioni per almanacchi di Londra, e nel 1714, pubblicò assieme a Maxwell un Atlante inglese. Nel 1719 pubblicò un'edizione in miniatura di "Brittania" di Ogilby, divenuta particolarmente interessante in quanto raffigurante la California come un'isola, invece che facente parte del territorio degli Stati Uniti d'America, il che rese le sue mappe molto appetibili dai collezionisti. Nel 1721, pubblicò un nuovo atlante generale. Molte delle sue mappe sono ora in possesso del Trinity College (Dublino) di Dublino. Nel 1728 Senex venne inoltre eletto "Fellow the Royal Society of London".

## Opere principali
- A New Map of Great Britain', c.1710.
- 'Atlas' (20 mappe pubblicate senza titolo), 1711.
- 'Map of Ireland', 1712.
- 'The English Atlas', 1714.
- 'An Actual Survey of all the Principal Roads of England and Wales', 1719 (ristampe frequenti fino al 1775, inclusa un'edizione francese del 1766)
- 'A New General Atlas of the World' (small folio), 1721.
- 'Hertfordshire' (ristampa della mappa di Norden, il cui originale fu edito nel 1593-98), 1723.